# North Manchester, Indiana
North Manchester är en stad (town) i Wabash County, i delstaten Indiana, USA. Enligt United States Census Bureau har staden en folkmängd på 6 068 invånare (2011) och en landarea på 9,2 km².